# Antoine Brossard
Pour les articles homonymes, voir Brossard.
Aubin Antoine Magloire Brossard, né le 2 novembre 1800 à La Rochelle et mort dans la même ville le 24 janvier 1885, est un architecte français.

## Biographie
Son père est architecte du département de la Charente-Inférieure et son frère André-Guillaume-Étienne Brossard second grand prix de Rome de peinture.
Antoine devient notamment élève de Delespine, et suit des cours à l'école des Beaux-Arts. En 1825, il succède à son père comme architecte du département de la Charente-Inférieure. Il exerce également par la suite comme architecte de la ville de La Rochelle jusqu'en 1878.
Il entre en 1851 à la Société centrale des architectes français (future Académie d'architecture) et devient finalement architecte des édifices diocésains entre 1858 et 1873.

## Travaux
Antoine Brossard construit de nombreux édifices dans la ville de La Rochelle, parmi lesquels l'asile d'aliénés, le séminaire diocésain, le lycée, le marché, la bibliothèque, le cabinet d’histoire naturelle et la chapelle de la Vierge de la cathédrale.
Il érige dans d'autres communes plusieurs bâtiments comme les prisons de Rochefort et de Saintes, le théâtre de la Coupe d'Or à Rochefort, l'hospice de Saint-Jean-d'Angély, et plusieurs églises tel que les églises Saint-Vivien de Saintes, Bois, l'église Sainte-Catherine de Loix, la flèche de l'église d'Ars et des bains publics.
À titre de travaux privés, Antoine Brossard construit des hôtels particuliers à La Rochelle. Il restaure aussi le château de Beauregard.